# Lys Assia
Rosa Mina Schärer med kunstnernavnet Lys Assia (født 3. marts 1924 i Lenzburg, Schweiz, død 24. marts 2018 i Zürich) var en schweizisk sangerinde.
Lys Assia startede sin sangkarriere i 1940 og fik sit første store gennembrud i 1954 med singlen "Oh, Mein Papa".
I 1956 blev hun den første vinder af Eurovision Song Contest med sangen "Refrain". Hun vandt også den schweiziske finale i 1957 og 1958, hvor det blev til en 8.- og en 2.-plads i den europæiske finale.
| År   | Land    | Sang                 | Plads | Point |
| ---- | ------- | -------------------- | ----- | ----- |
| 1956 | Schweiz | Refrain              | 1     | x     |
| 1956 | Schweiz | Das alte Karussel    | x     | x     |
| 1957 | Schweiz | L'enfant que j'etais | 8     | 5     |
| 1958 | Schweiz | Giorgio              | 2     | 24    |

I 1963 blev Lys Assia gift med danskeren Oscar Pedersen. Parret flyttede senere til Frankrig, hvor Oscar Pedersen døde i en bilulykke i 1995.
Lys Assia var til sin død en aktiv musiker. Hendes seneste album kom i 2005 i forbindelse med Eurovision Song Contests 50 års fødselsdag, hvor hun også selv deltog i jubilæumsshowet Congratulations i København.